# Bergelmir (księżyc)
Bergelmir (Saturn XXXVIII) – mały księżyc Saturna odkryty 12 grudnia 2004 roku przez Davida Jewitta, Scotta Shepparda i Jana Kleynę za pomocą Teleskopu Subaru. Elementy orbitalne wyliczył Brian Marsden.
Jest jednym z kilkunastu satelitów Saturna odkrytych w 2004 roku, po 23 latach od przelotu sondy Voyager 2 przez system tej planety. Nazwa księżyca pochodzi z mitologii nordyckiej. Bergelmir był olbrzymem, przodkiem gigantów z Utgardu (Jotunheim).
Należy do grupy nordyckiej nieregularnych, zewnętrznych księżyców planety, poruszających się ruchem wstecznym.